# (374158) 2004 UL
(374158) 2004 UL est un astéroïde Apollon, aréocroiseur, géocroiseur, cythérocroiseur et herméocroiseur, classé comme potentiellement dangereux.

## Orbite
2004 UL a un aphélie de 2,43 UA et un périhélie de 0,09 UA, bien plus près du Soleil que Mercure. Il a l'un des plus petits périhélies connus.

## Passages près de la Terre
Le 5 novembre 2024, il passera à 0,15 UA de la Terre puis à 0,0266 UA en octobre 2034.